# Лозівська сільська рада (Кегичівський район)
Лозівська сільська́ ра́да — адміністративно-територіальна одиниця та орган місцевого самоврядування в Кегичівському районі Харківської області. Адміністративний центр — село Лозова.

## Загальні відомості
- Лозівська сільська рада утворена в 1959 році.
- Територія ради: 51,362 км²
- Населення ради: 832 особи (станом на 2001 рік)

## Населені пункти
Сільській раді підпорядковані населені пункти:
- с. Лозова

## Склад ради
Рада складалася з 14 депутатів та голови.
- Голова ради: Бондаренко Людмила Петрівна
- Секретар ради: Щука Тетяна Микитівна

### Керівний склад попередніх скликань
| Прізвище, ім'я, по батькові | Основні відомості                                                 | Дата обрання | Дата звільнення |
| --------------------------- | ----------------------------------------------------------------- | ------------ | --------------- |
| Бондаренко Людмила Петрівна | Сільський голова, 1970 року народження, освіта вища, позапартійна | 26.03.2006   | 31.10.2010      |
| Бондаренко Людмила Петрівна | Сільський голова, 1970 року народження, освіта вища, позапартійна | 31.10.2010   |                 |

Примітка: таблиця складена за даними сайту Верховної Ради України

### Депутати
За результатами місцевих виборів 2010 року депутатами ради стали:

#### За суб'єктами висування
| Суб'єкт висування                                       | Кількість обраних депутатів | %    |
| ------------------------------------------------------- | --------------------------- | ---- |
| Партія регіонів                                         | 8                           | 57,1 |
| Народна партія                                          | 2                           | 14,3 |
| Політична партія Всеукраїнське об'єднання «Батьківщина» | 2                           | 14,3 |
| Соціалістична партія України                            | 2                           | 14,3 |

#### За округами
| № округу                                                | Прізвище, ім'я, по батькові    | Дата визнання обраним | Освіта             | Партійна приналежність                        | Відомості про обраного депутата                                       |
| ------------------------------------------------------- | ------------------------------ | --------------------- | ------------------ | --------------------------------------------- | --------------------------------------------------------------------- |
| Народна Партія                                          |                                |                       |                    |                                               |                                                                       |
| 9                                                       | Бондаренко Сергій Вікторович   | 01.11.2010            | вища               | позапартійний                                 | ТОВ "Аграрний дім ім. Горького, керуючий відділенням                  |
| 12                                                      | Луценко Наталія Петрівна       | 01.11.2010            | вища               | позапартійна                                  | Лозівська сільська рада, головний бухгалтер                           |
| Партія регіонів                                         |                                |                       |                    |                                               |                                                                       |
| 2                                                       | Щука Тетяна Микитівна          | 01.11.2010            | середня спеціальна | член Партії регіонів                          | ТОВ"Аграрний дім ім. Горького", бухгалтер                             |
| 3                                                       | Галушка Наталія Павлівна       | 01.11.2010            | середня            | член Партії регіонів                          | тимчасово не працює                                                   |
| 4                                                       | Рибка Віра Іванівна            | 01.11.2010            | середня            | член Партії регіонів                          | тимчасово не працює                                                   |
| 6                                                       | Рамазанов Гасан Рамазанович    | 01.11.2010            | вища               | член Партії регіонів                          | приватне сільськогосподарське підприємство «Відгодівельний», директор |
| 7                                                       | Дудка Тетяна Іванівна          | 01.11.2010            | середня            | член Партії регіонів                          | Лозівське відділення зв'язку, листоноша                               |
| 8                                                       | Черкас Світлана Володимирівна  | 01.11.2010            | середня            | член Партії регіонів                          | ТОВ «Харківнатурпродукт», комірник                                    |
| 13                                                      | Миргород Олена Миколаївна      | 01.11.2010            | середня спеціальна | член Партії регіонів                          | Кегичівський територіальний центр, соціальний працівник               |
| 14                                                      | Тиква Лариса Олексіївна        | 01.11.2010            | середня спеціальна | член Партії регіонів                          | Лозівський фельдшерський пункт, завідувачка                           |
| Політична партія Всеукраїнське об'єднання «Батьківщина» |                                |                       |                    |                                               |                                                                       |
| 5                                                       | Лихачова Наталія Михайлівна    | 01.11.2010            | середня спеціальна | позапартійна                                  | підприємець                                                           |
| 10                                                      | Мосенцева Наталія Миколаївна   | 01.11.2010            | вища               | член Всеукраїнського об'єднання «Батьківщина» | Лозівська загальноосвітня школа І-ІІ ст., вчитель початкових класів   |
| Соціалістична партія України                            |                                |                       |                    |                                               |                                                                       |
| 1                                                       | Бондаренко Христина Миколаївна | 01.11.2010            | середня            | позапартійна                                  | ТОВ"Аграрний дім ім. Горького, різноробоча                            |
| 11                                                      | Яковенко Іван Миколайович      | 01.11.2010            | середня спеціальна | член Соціалістичної партії України            | ТОВ "Аграрний дім ім. Горького, бригадир                              |